# Prades (Pyrénées-Orientales)
Prades (Catalaans: Prada de Conflent) is een gemeente in het Franse departement Pyrénées-Orientales (regio Occitanie). De plaats is de onderprefectuur van het arrondissement Prades. Prades telde op 1 januari 2022 6.166 inwoners.

## Geschiedenis
Karel de Kale deed in 843 een schenking aan de graaf van Urgell en Cerdagne, namelijk een villa Prada. In de dertiende eeuw kreeg de plaats een stadsommuring, die in de achttiende en negentiende eeuw ontmanteld werd.
Prades ligt in de Conflent. De Conflent was een vegueria of burggraafschap. In 1773 werd het de hoofdplaats van de streek; voordien was dit Villefranche-de-Conflent. Rond de tijd van de Franse Revolutie deed zich een ecologische catastrofe voor. De arme boerenbevolking maakte zich meester van de bossen in de omgeving, die tot dan toe het domein van de adel waren. De mensen kapten hout en brandden de bossen plat, om hun karige landerijen met as te kunnen bemesten. De bossen hebben zich nooit meer hiervan kunnen herstellen.
In 1939 nam het stadje, waar Pablo Casals al naar was uitgeweken, talrijke vluchtelingen van de Spaanse Burgeroorlog op. Enkele tientallen van hen streden in de Tweede Wereldoorlog zij aan zij met de Résistance tegen de Duitse bezetter.

## Bezienswaardigheden en evenementen
Bezienswaardig is de in de twaalfde eeuw in deels romaanse, deels gotische stijl gebouwde, en in de zeventiende eeuw in barokstijl gerenoveerde Saint-Pierrekerk (monument historique) met een belangrijk barok interieur, waaronder enige retabels uit de achttiende eeuw en heiligenbeelden uit de veertiende tot de zestiende eeuw. De kerk bezit ook relieken van het Heilig Kruis en Sint-Valentinus van Terni.  Eveneens een monument historique is het vijftiende-eeuwse Maison Jacomet.
Sinds 1950 vindt jaarlijks, eind juli en in de eerste twee weken van augustus, het muziekfestival voor klassieke muziek Festival Pablo Casals plaats, deels in een vertrek van de Abdij Saint-Michel de Cuxa. Deze cultuurhistorisch belangrijke voormalige abdij der benedictijnen ligt twee kilometer ten zuiden van de stad, in de gemeente Codalet.

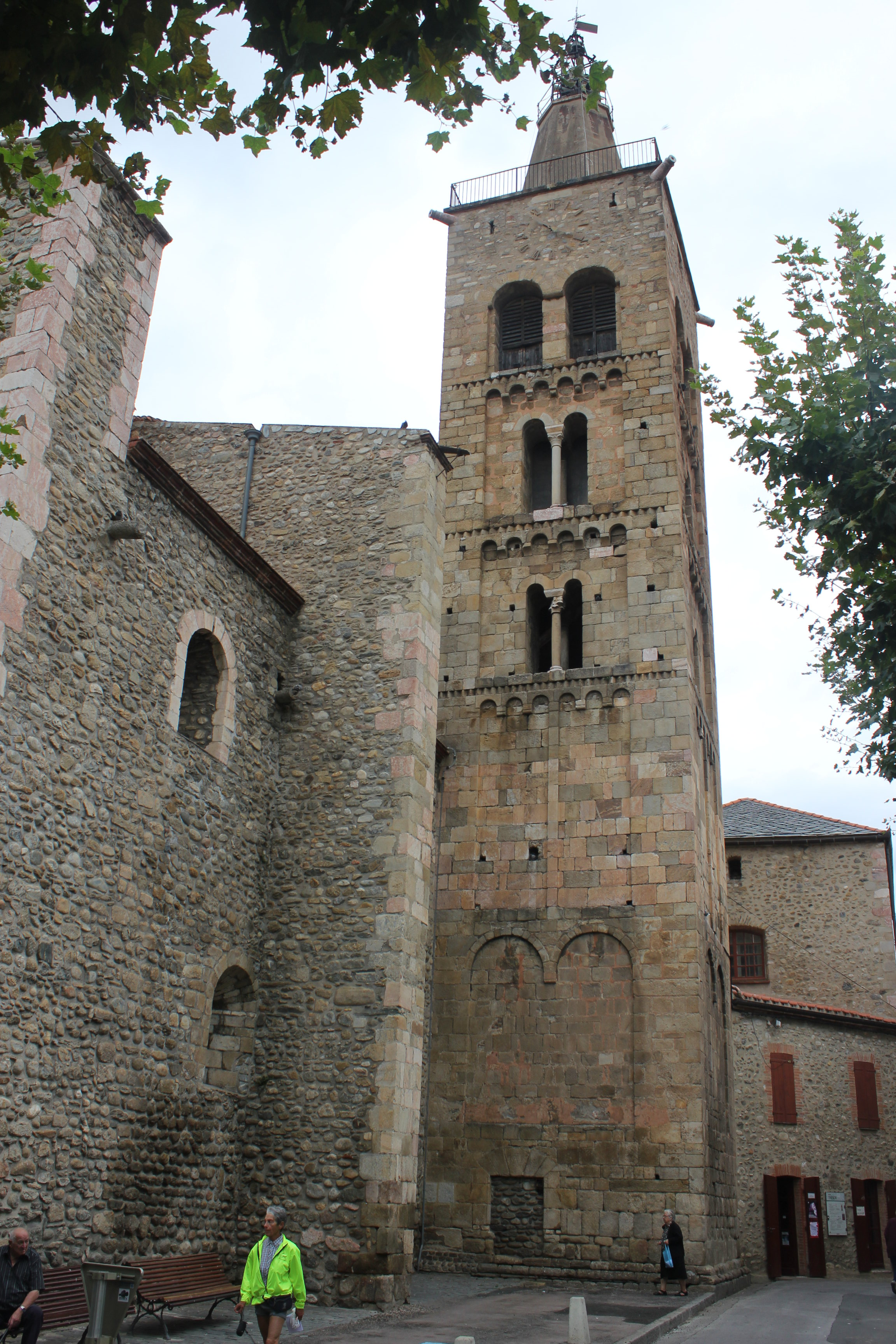
Kerk Saint-Pierre
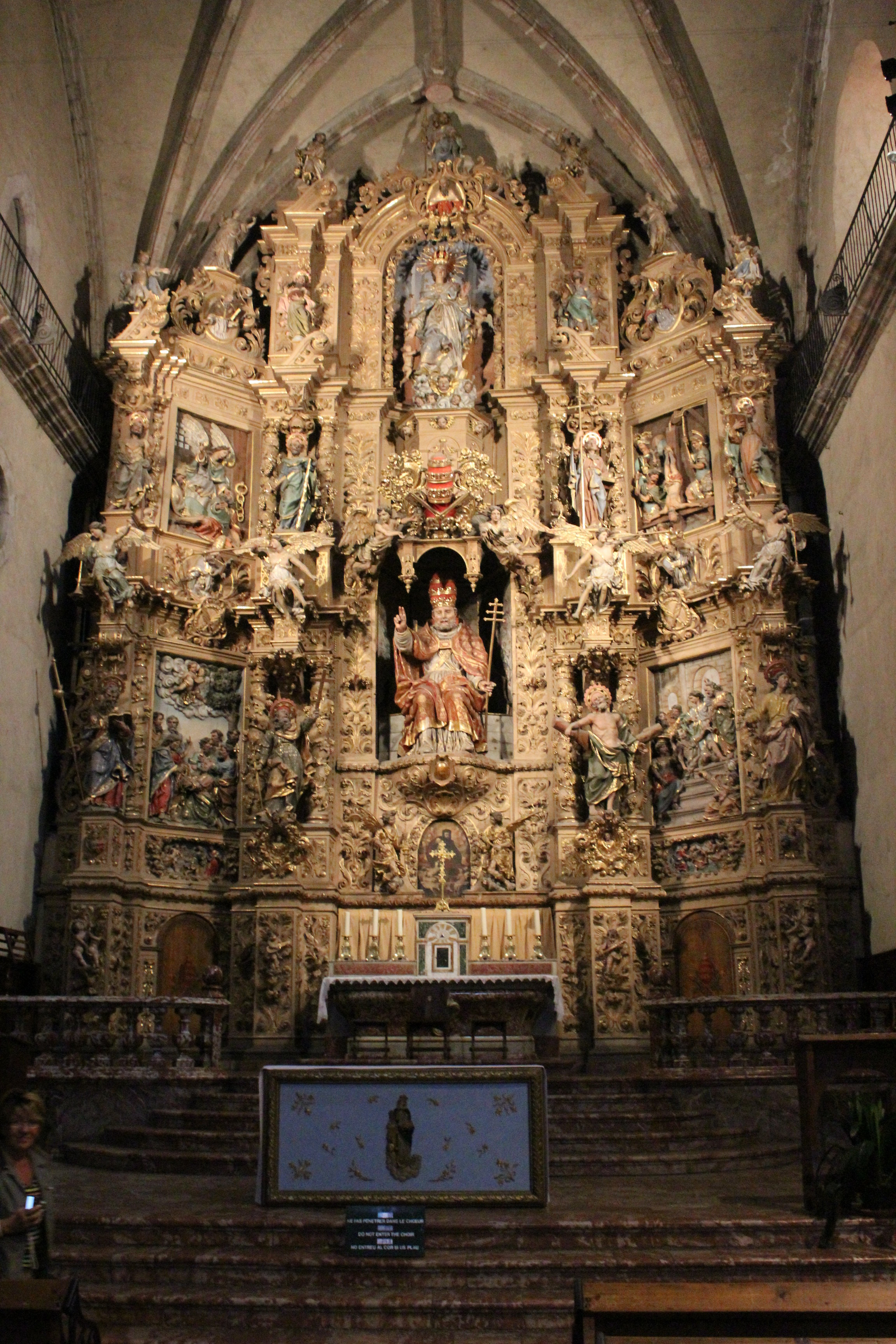
Retabel in de Saint-Pierre
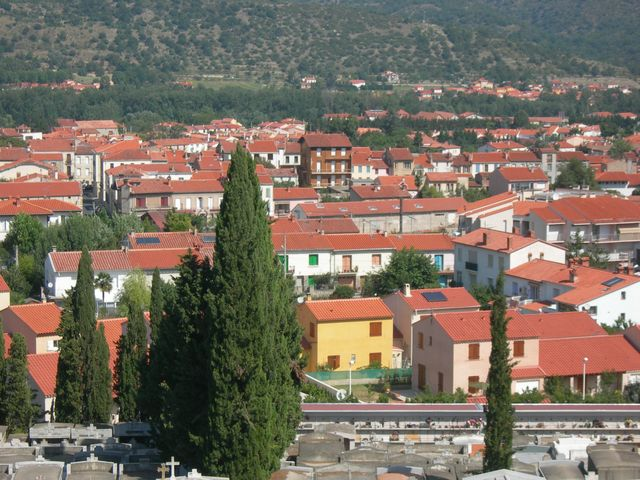
Gezicht op Prades
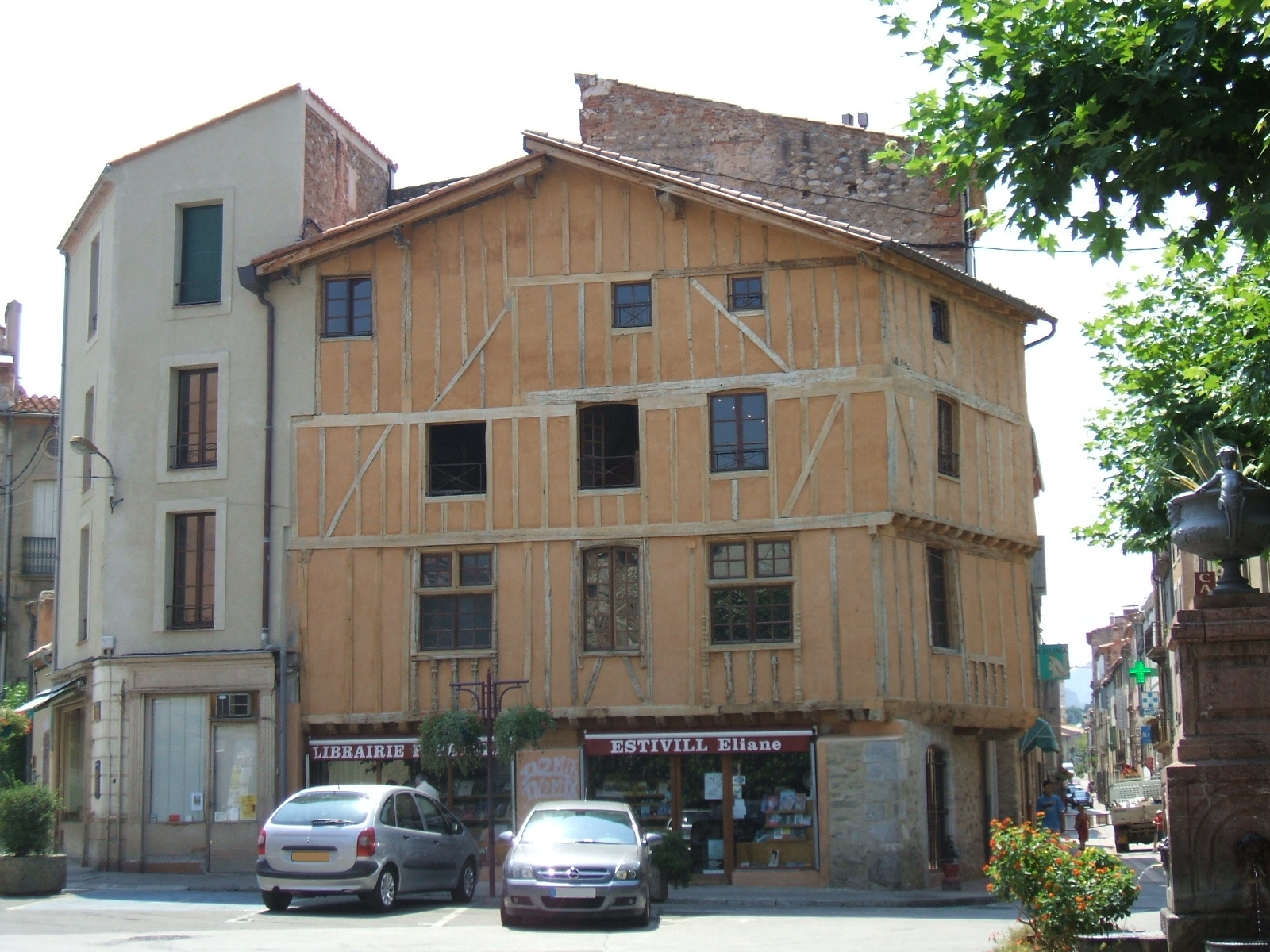
Maison Jacomet

## Geografie
De oppervlakte van Prades bedroeg op 1 januari 2022 10,87 vierkante kilometer; de bevolkingsdichtheid was toen 567,2 inwoners per km². Prades ligt 32 kilometer ten westen van Perpignan, aan de noordkant van de oostelijke Pyreneeën. Het centrum ligt op ruim 300 meter boven zeeniveau aan het riviertje de Têt. De meer dan 2700 meter hoge Pic du Canigou ligt hemelsbreed ongeveer 10 kilometer ten zuiden van de stad.

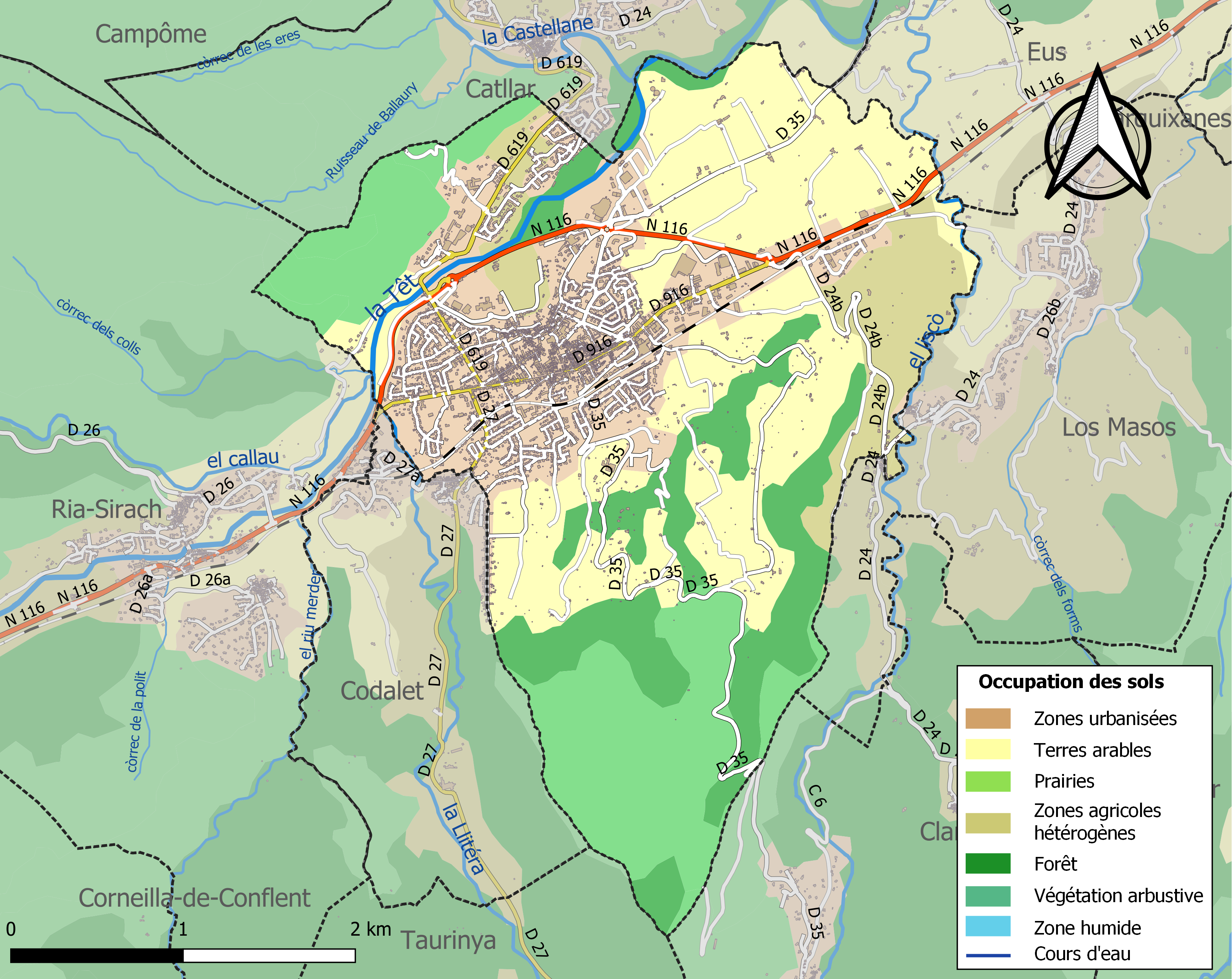
Kaart van de gemeente met de belangrijkste infrastructuur, bodemgebruik en omliggende gemeenten

## Economie
In Prades is de tuinbouw de belangrijkste economische sector.

## Verkeer en vervoer
De dichtstbijzijnde autosnelweg is de A9, afrit 42 aan de zuidkant van Perpignan, ca. 34 km ten oosten van Prades.
In de gemeente ligt spoorwegstation Prades - Molitg-les-Bains aan de spoorlijn van Perpignan naar Villefranche-de-Conflent.

## Demografie
Onderstaande figuur toont het verloop van het inwonertal (bron: INSEE-tellingen).

## Belangrijke personen in relatie tot de stad

### Geboren
- Thomas Merton (31 januari 1915), theoloog, auteur, dichter en sociaal activist
- André Salvat (1920-2017), militair in de Tweede Wereldoorlog en daarna in de Franse oorlogen in Indochina en Algerije, lid van de Ordre de la Libération oftewel Compagnon de la Libération.
- Het stadje is, evenals het nabijgelegen Perpignan, een bolwerk van de Zuid-Franse rugbysport, en diverse goede Franse rugbyspelers zijn hier geboren of opgegroeid.

### Overleden
- Pompeu Fabra i Poch (1868-1948), Catalaans taalkundige in ballingschap

### Overige
- Pablo Casals, beroemd cellist, woonde, omdat hij niet in het Spanje van generaal Francisco Franco wilde wonen, van omstreeks 1936 tot omstreeks 1955 in Prades.
- De burgemeester van Prades, Jean Castex, werd op 3 juli 2020 tevens premier van Frankrijk.